# Кладбище штата Техас
Кла́дбище шта́та Теха́с (англ. Texas State Cemetery) расположено к востоку от города Остин, столицы штата Техас, на площади около 22 акров (8,9 гектаров). На нём похоронены многие выдающиеся деятели Техаса и их семьи.
Первоначально это было место захоронения Эдварда Берлесона, техасского революционного генерала и вице-президента Республики Техас, во время Гражданской войны оно было расширено и превратилось в кладбище Конфедерации. Позже его снова расширили, включив в него могилы и кенотафии известных техасцев и их супругов.
Эту популярную туристическую достопримечательность в просторечии называют «техасским Арлингтоном» из-за известности захороненных и близости к резиденции правительства. Здесь похоронены 14 губернаторов Техаса и 30 техасских рейнджеров.
Кладбище разделено на две части. Меньшая из них содержит около 900 могил выдающихся техасцев, в то время как на большей более 2000 обозначенных могил ветеранов и вдов Конфедерации. Есть место для 7500 погребений; кладбище заполнено примерно наполовину, включая участки, выбранные людьми, которые имеют право на захоронение.

## Правила захоронения
Правила относительно тех, кто может быть похороненным на кладбище штата Техас, были впервые установлены в 1953 году и в настоящее время закреплены законом штата Техас. В настоящее время все лица, которые будут похоронены на кладбище, должны быть одним из следующих:
- бывший член законодательного органа или член, умерший при исполнении служебных обязанностей;
- бывшее избранное должностное лицо штата или должностное лицо, умершее при исполнении служебных обязанностей (например, губернаторы Техаса, вице-губернаторы Техаса, генеральные прокуроры штата и уполномоченные департаментов);
- должностное лицо штата, назначенное губернатором и утверждённое Законодательным собранием штата, проработавшее на этом посту не менее 10 лет. После 1 сентября 2015 года этот критерий может использоваться только с одобрения Комитета кладбищ штата, если он сочтет, что должностное лицо внесло значительный вклад в историю Техаса;[3]
- лицо, назначенное прокламацией губернатора, соответствующим постановлением Законодательного органа или распоряжением Комитета кладбищ штата; но только после одобрения комитета, если он сочтет, что это лицо внесло значительный вклад в историю Техаса. Устав в том виде, в каком он написан, разрешает комитету отказать в захоронении по этому критерию, даже если об этом попросит губернатор или законодательный орган.
- супруг любого лица, соответствующего вышеуказанным критериям.
- ребёнок соответствующего члена семьи, но только в том случае, если он или она находились на иждивении другого лица из-за длительного физического или психического заболевания при жизни одного из родителей ребенка.

## История
После смерти Эдварда Берлесона в 1851 году Законодательное собрание штата Техас организовало его захоронение на земле, ранее принадлежавшей Эндрю Хэмилтону. В 1854 году законодательное собрание установило памятник на могиле Берлесона за 1000 долларов и приобрело прилегающую землю. Место захоронения фактически игнорировалось до Гражданской войны, когда там были похоронены офицеры Техасской конфедерации, погибшие в бою. В 1864 и 1866 годах было приобретено больше земли для захоронений ветеранов. Площадь в 1 акр (4000 кв. метров) также было отведено для захоронений Союза ветеранов (все, кроме одного, позже были перезахоронены на Национальное кладбище «Форт «Сэм Хьюстон»» в Сан-Антонио). Оставшийся солдат Союза - Антонио Брайонс, которого оставили по просьбе его семьи. Он похоронен в одиночестве в дальнем северо-западном углу кладбища.
На кладбище штата Техас похоронены более двух тысяч ветеранов и вдов Конфедерации. Большинство из них были похоронены после 1889 года. Последние ветераны Конфедерации на кладбище были перезахоронены в 1944 году, последняя вдова — в 1963 году.
В 1932 году кладбище штата было малоизвестным и не имело дорог. Через территорию кладбища проходила грунтовая дорога, соединенная с тем, что тогда называлось шоссе Онион-Крик. По просьбе историка Луиса Кемпа для сохранения принадлежности к шоссе Департамент автомобильных дорог штата Техас дорогу на кладбище заасфальтировал. Дороги, которые официально обозначены как шоссе 165, посвящено Кемпу и некоторое время было известно как «Шоссе Лу Кемп». Кемп также был вдохновителем перезахоронения многих исторических личностей из Техаса во время Столетия Техаса в 1936 году.
Кладбище было добавлено к Национальный реестр исторических мест США в 1986 году, но к началу 1990-х годов кладбище штата пришло в упадок — пострадало от вандализма и разрушения и стало небезопасным для посещения. В 1994 году, оценив состояние кладбища, Вице-губернатор Боб Баллок (также похороненный здесь) инициировал трёхлетний проект, построивший центр для посетителей и отремонтировал кладбище. В 1997 году состоялось повторное освящение и повторное открытие кладбища штата.
За работой кладбища следит комитет кладбища штата Техас из трёх человек. Бенджамин Хэнсон (назначен губернатором Грегом Эбботтом). Джеймс Бейлесс (назначен спикером) и Кэролин Ходжес (назначена вице-губернатором) также служат. Старший историк — Уилл Эрвин.
Бывший губернатор и президент США Джордж Буш-младший объявил о своем намерении быть похороненным здесь. Однако в августе 2018 года Буш решил, что он и его жена после смерти будут похоронены на территории его президентского центра.

## Галерея

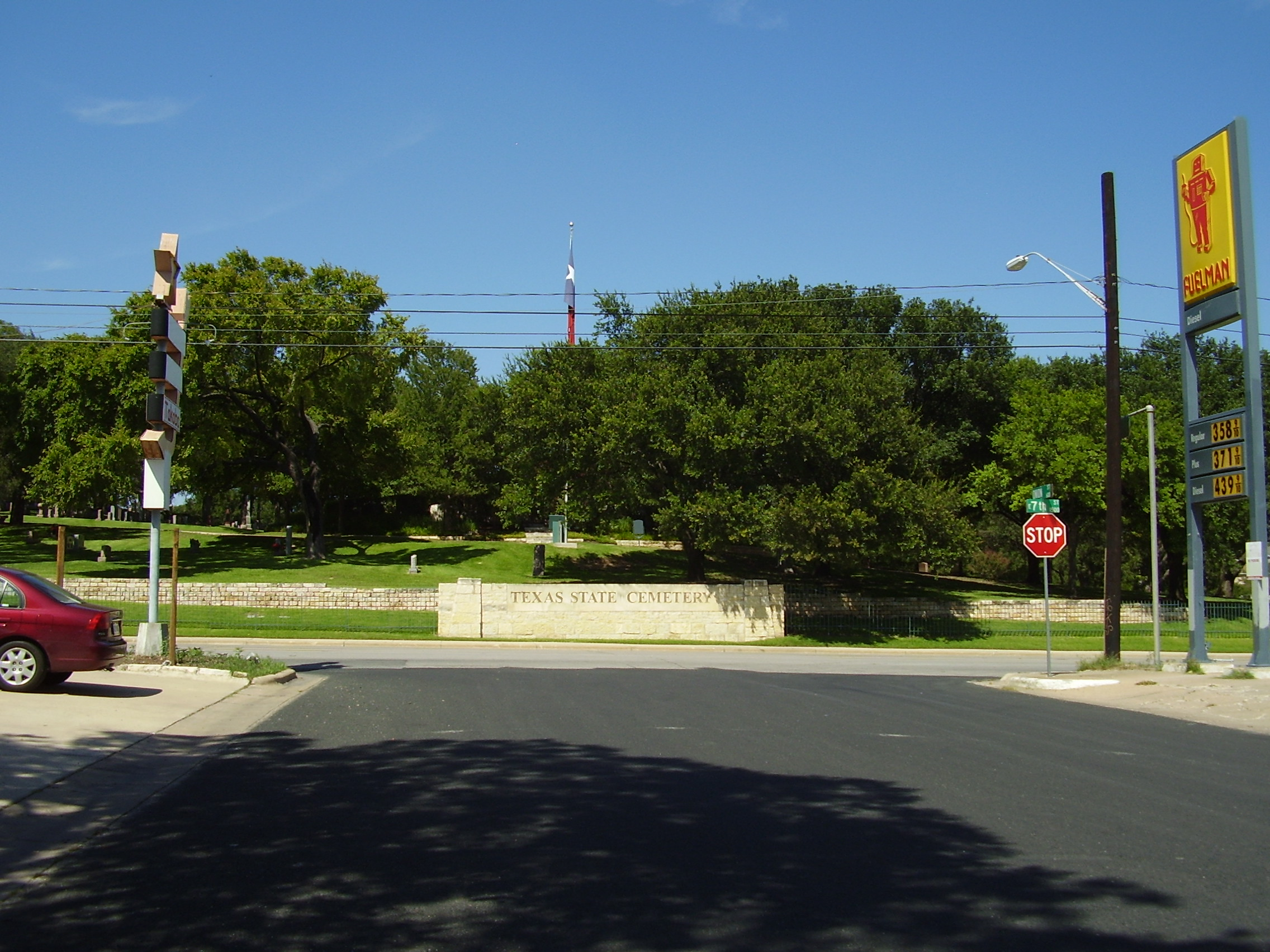
Вид кладбища
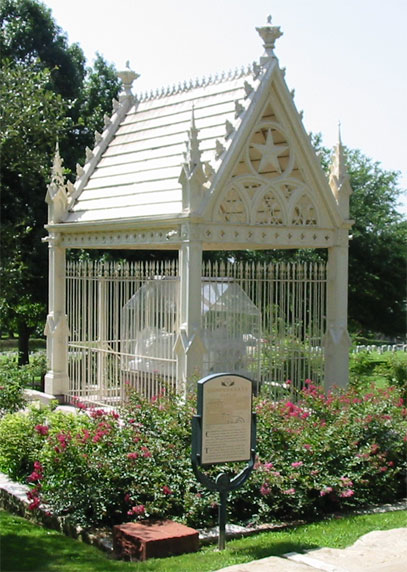
Могила Альберта Сидни Джонстона
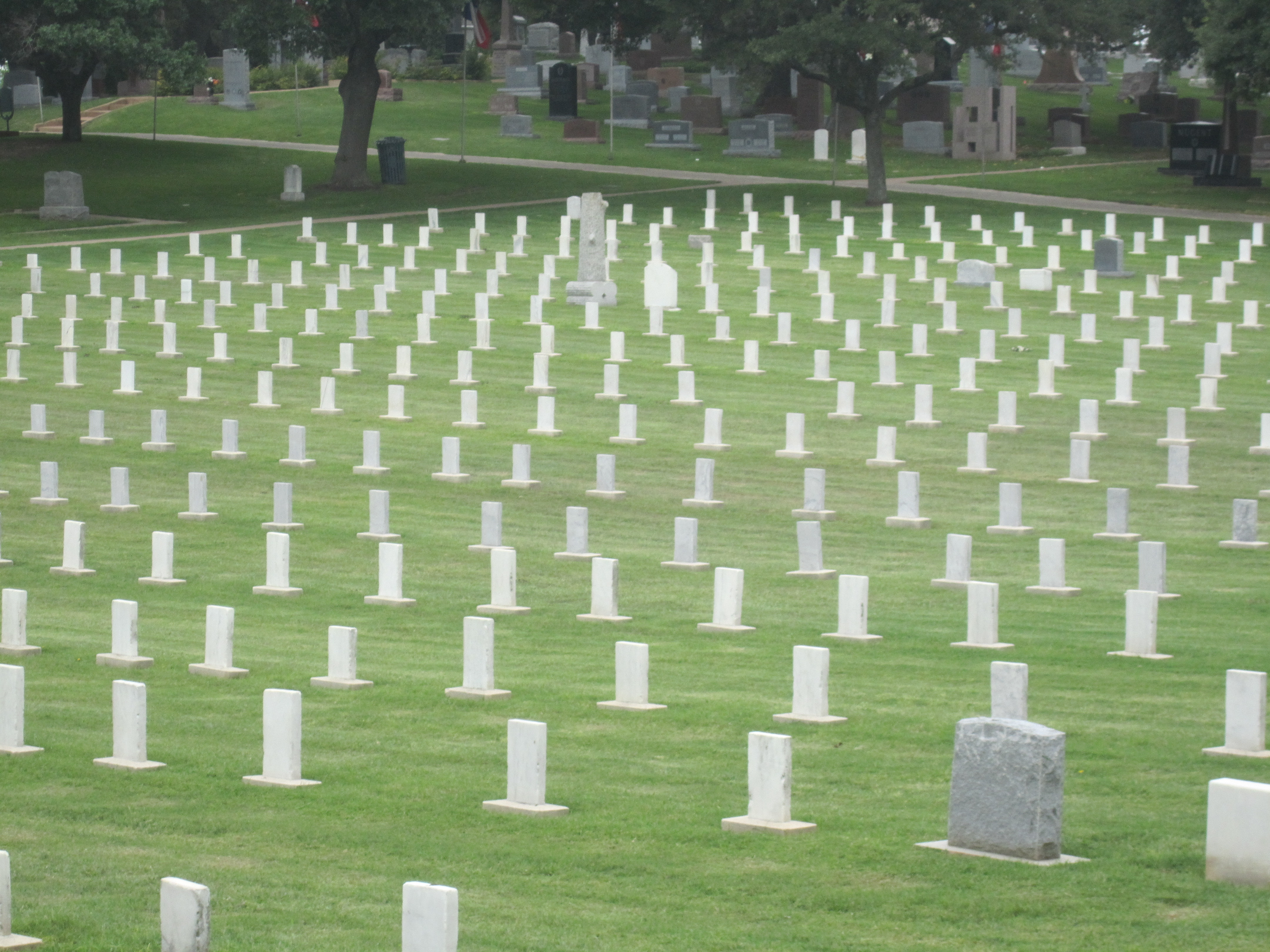
Могилы конфедератов
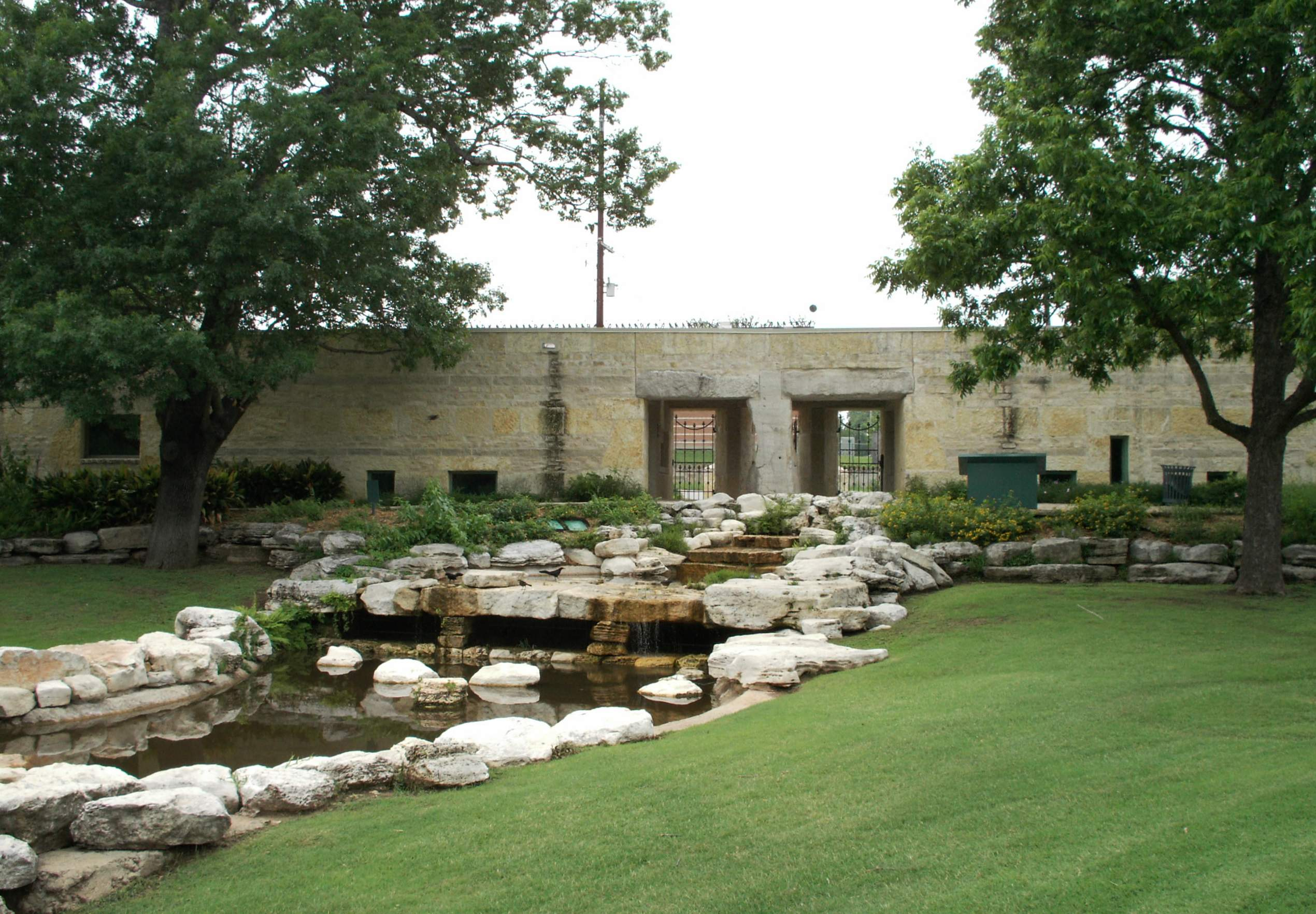
Центр для посетителей